# Leichtathletik-Weltmeisterschaften 2013/Teilnehmer (Äthiopien)
| Gelbes Symbol für Goldmedaillen mit stilisierten Olympischen Ringen | Graues Symbol für Silbermedaillen mit stilisierten Olympischen Ringen | Braundes Symbol für Bronzemedaillen mit stilisierten Olympischen Ringen |
| ------------------------------------------------------------------- | --------------------------------------------------------------------- | ----------------------------------------------------------------------- |
| 3                                                                   | 3                                                                     | 4                                                                       |

Der Leichtathletik-Verband Äthiopiens stellte 46 Teilnehmer bei den Leichtathletik-Weltmeisterschaften 2013 in der russischen Hauptstadt Moskau.

## Ergebnisse

### Männer

#### Laufdisziplinen
| Athlet               | Disziplin        | Vorlauf      | Vorlauf | Halbfinale         | Halbfinale         | Finale             | Finale             |
| Athlet               | Disziplin        | Zeit         | Platz   | Zeit               | Platz              | Zeit               | Platz              |
| -------------------- | ---------------- | ------------ | ------- | ------------------ | ------------------ | ------------------ | ------------------ |
| Mohammed Aman        | 800 m            | 1:44,93 min  | 1       | 1:44,71 min        | 4                  | 1:43,31 min SB     | Gold               |
| Aman Wote            | 800 m            | DNS          | DNS     | –––                | –––                | –––                | –––                |
| Abiyote Abate        | 1500 m           | DNS          | DNS     | –––                | –––                | –––                | –––                |
| Zebene Alemayehu     | 1500 m           | 3:41,28 min  | 27      | nicht qualifiziert | nicht qualifiziert | nicht qualifiziert | nicht qualifiziert |
| Mekonnen Gebremedhin | 1500 m           | 3:38,55 min  | 6       | 3:43,54 min        | 14                 | 3:37,21 min        | 7                  |
| Aman Wote            | 1500 m           | 3:38,89 min  | 15      | 3:36,94 min        | 8                  | nicht qualifiziert | nicht qualifiziert |
| Yenew Alamirew       | 5000 m           | 13:23,48 min | 5       |                    |                    | 13:31,27 min       | 9                  |
| Yigrem Demelash      | 5000 m           | DNS          | DNS     |                    |                    | –––                | –––                |
| Muktar Edris         | 5000 m           | 13:20,82 min | 1       |                    |                    | 13:29,56 min       | 7                  |
| Hagos Gebrhiwet      | 5000 m           | 13:23,22 min | 4       |                    |                    | 13:27,26 min       | Silber             |
| Kenenisa Bekele      | 10.000 m         |              |         |                    |                    | DNS                | DNS                |
| Dejen Gebremeskel    | 10.000 m         |              |         |                    |                    | 27:51,88 min       | 16                 |
| Ibrahim Jeilan       | 10.000 m         |              |         |                    |                    | 27:22,23 min SB    | Silber             |
| Abera Kuma           | 10.000 m         |              |         |                    |                    | 27:25,27 min       | 5                  |
| Imane Merga          | 10.000 m         |              |         |                    |                    | 27:42,02 min       | 12                 |
| Lelisa Desisa        | Marathon         |              |         |                    |                    | 2:10:12 h          | Silber             |
| Tsegay Kebede        | Marathon         |              |         |                    |                    | 2:10:47 h          | 4                  |
| Feyisa Lilesa        | Marathon         |              |         |                    |                    | DNF                | DNF                |
| Tilahun Regassa      | Marathon         |              |         |                    |                    | DNS                | DNS                |
| Tadese Tola          | Marathon         |              |         |                    |                    | 2:10:23 h          | Bronze             |
| Yemane Tsegay        | Marathon         |              |         |                    |                    | 2:11:43 h SB       | 8                  |
| Habtamu Fayisa       | 3000 m Hindernis | 8:29,08 min  | 22      |                    |                    | nicht qualifiziert | nicht qualifiziert |
| Roba Gari            | 3000 m Hindernis | 8:45,06 min  | 35      |                    |                    | nicht qualifiziert | nicht qualifiziert |

### Frauen

#### Laufdisziplinen
| Athletin         | Disziplin        | Vorlauf      | Vorlauf | Halbfinale         | Halbfinale         | Finale             | Finale             |
| Athletin         | Disziplin        | Zeit         | Platz   | Zeit               | Platz              | Zeit               | Platz              |
| ---------------- | ---------------- | ------------ | ------- | ------------------ | ------------------ | ------------------ | ------------------ |
| Tigist Assefa    | 800 m            | DNS          | DNS     | –––                | –––                | –––                | –––                |
| Fantu Magiso     | 800 m            | 2:01,11 min  | 20      | nicht qualifiziert | nicht qualifiziert | nicht qualifiziert | nicht qualifiziert |
| Gelete Burka     | 1500 m           | 4:11,26 min  | 29      | nicht qualifiziert | nicht qualifiziert | nicht qualifiziert | nicht qualifiziert |
| Genzebe Dibaba   | 1500 m           | 4:06,78 min  | 1       | 4:05,23 min        | 5                  | 4:05,99 min        | 8                  |
| Axumawit Embaye  | 1500 m           | DNS          | DNS     | –––                | –––                | –––                | –––                |
| Senbere Teferi   | 1500 m           | 4:11,41 min  | 30      | nicht qualifiziert | nicht qualifiziert | nicht qualifiziert | nicht qualifiziert |
| Almaz Ayana      | 5000 m           | 15:34,93 min | 9       |                    |                    | 14:51,33 min       | Bronze             |
| Meseret Defar    | 5000 m           | 15:22,94 min | 1       |                    |                    | 14:50,19 min       | Gold               |
| Tirunesh Dibaba  | 5000 m           | DNS          | DNS     |                    |                    | –––                | –––                |
| Buze Diriba      | 5000 m           | 15:23,41 min | 2       |                    |                    | 15:05,38 min       | 5                  |
| Genet Yalew      | 5000 m           | DNS          | DNS     |                    |                    | –––                | –––                |
| Meseret Defar    | 10.000 m         |              |         |                    |                    | DNS                | DNS                |
| Tirunesh Dibaba  | 10.000 m         |              |         |                    |                    | 30:43,35 min       | Gold               |
| Afera Godfay     | 10.000 m         |              |         |                    |                    | DNS                | DNS                |
| Belaynesh Oljira | 10.000 m         |              |         |                    |                    | 30:46,98 min       | Bronze             |
| Ababel Yeshaneh  | 10.000 m         |              |         |                    |                    | 32:02,09 min       | 9                  |
| Tiki Gelana      | Marathon         |              |         |                    |                    | DNF                | DNF                |
| Meseret Hailu    | Marathon         |              |         |                    |                    | DNF                | DNF                |
| Aberu Kebede     | Marathon         |              |         |                    |                    | 2:38:04 h          | 13                 |
| Meselech Melkamu | Marathon         |              |         |                    |                    | DNF                | DNF                |
| Merima Mohammed  | Marathon         |              |         |                    |                    | DNS                | DNS                |
| Feyse Tadese     | Marathon         |              |         |                    |                    | DNF                | DNF                |
| Hiwot Alayew     | 3000 m Hindernis | 9:24,49 min  | 3       |                    |                    | 9:15,25 min SB     | 4                  |
| Sofia Assefa     | 3000 m Hindernis | 9:36,66 min  | 10      |                    |                    | 9:12,84 min SB     | Bronze             |
| Etenesh Diro     | 3000 m Hindernis | 9:24,02 min  | 1       |                    |                    | 9:16,97 min SB     | 5                  |
| Birtukan Fente   | 3000 m Hindernis | DNS          | DNS     |                    |                    | –––                | –––                |